# العنصرية في ليبيا
تُعدّ ليبيا دولة عربية وبها تقطنُ أقليات مختلفة مثل الأمازيغ وغيرهم. بشكل عام؛ لا تنتشرُ العنصرية في ليبيا كثيرًا إلا معَ الأفارقة من جنوب الصحراء ذوي البشرة السوداء؛ حيث لا يتمّ احتقارهم أو القيام بتصرفات تدل على عدم القبول عليهم أو الرغبة في العيش بجانبهم. في هذا السياق وصفت جريدة نيويورك تايمز ذائعة الصيت بأن للدولة الليبية «تاريخ طويل من التسامح العرقي.»
في القرن 21؛ قدمت أعداد كبيرة من الأفارقة من جنوب الصحراء إلى ليبيا وجندهم القذافي لمحاربة أبناء شعبه اعتُقلَ العديد من هؤلاء خلال الحرب الأهلية الليبية واتضح أن الكثير منهم "مرتزقة" يعملون لصالح نظام معمر القذافي. وفقًا لبيتر بوكييرت من هيومن رايتس ووتش فإنّ عمليات الاحتجاز التي شنتها الدولة الليبية على المهاجِرين غير شرعيين تعكسُ "عمق الليبيين  في المحافظه على المجتمع الليبي. خلال اشتباكات بين الثوار والنظام في مدينة مصراتة وبالقُرب من بلدة تاورغاء؛ شاهد الصحفيون على بعض معارك الشرف  حيث حملَ الثوار شعارات مثل "لواء تطهير المرتزقه قتلة الليبين".